# Емона (Болгарія)
Емо́на (болг. Емона) — село в Бургаській області Болгарії. Входить до складу громади Несебир.

## Населення
За даними перепису населення 2011 року у селі проживали 37 осіб, з них 33 особи (91,7%) — болгари.
Розподіл населення за віком у 2011 році:
Динаміка населення:

## Зображення

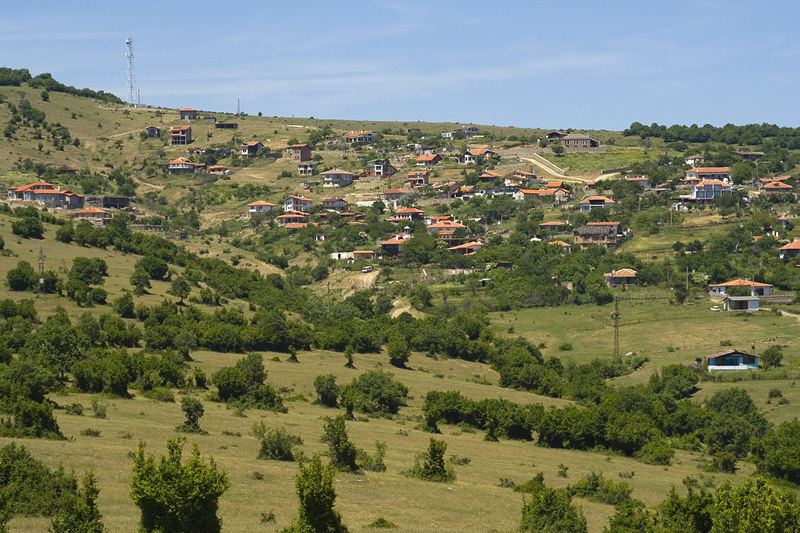
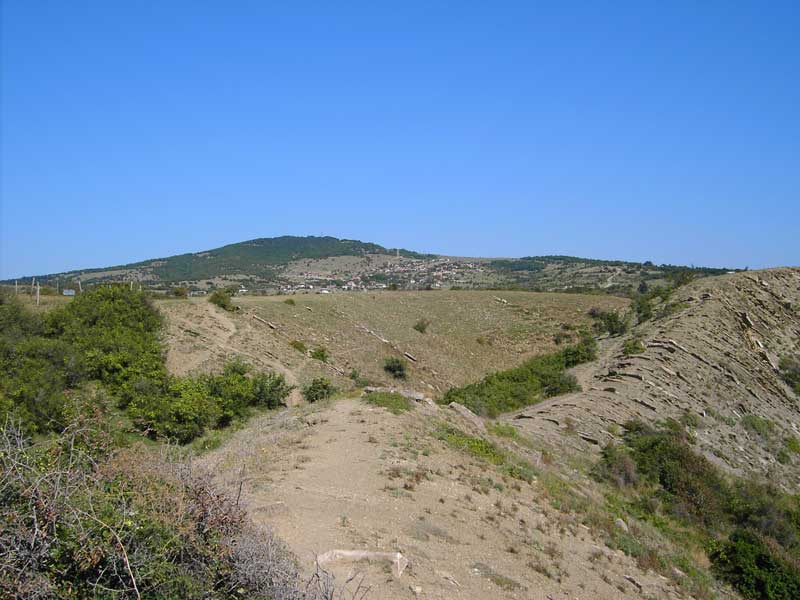
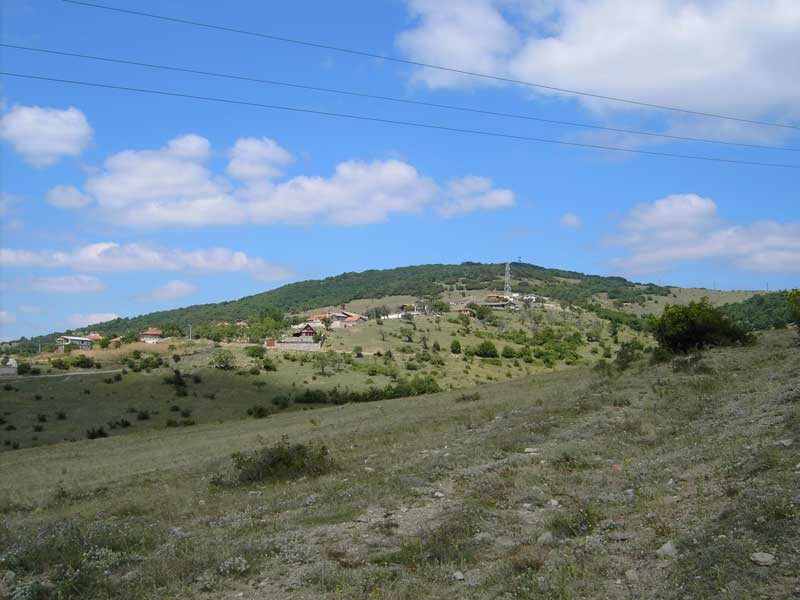